# Mendoncia
Mendoncia es un género  de plantas fanerógamas perteneciente a la familia de las  acantáceas. Comprende 121 especie descritas y de estas, solo 55 aceptadas.

## Descripción
Son plantas trepadoras sufruticosas altas. Hojas opuestas, márgenes mayormente enteros, pinnatinervias, pecioladas. Flores axilares, 1 a varias u ocasionalmente numerosas en cada axila, cada flor pedicelada y con 2 brácteas subyacentes planas o carinadas; tubo de la corola infundibuliforme o tubular generalmente ensanchado en la base. Fruto comprimido, a menudo apicalmente oblicuo, endocarpo pulposo.

## Taxonomía
El género fue descrito por  Vell. ex Vand. y publicado en Florae Lusitanicae et Brasiliensis Specimen 43, f. 22. 1788. La especie tipo es: Mendoncia aspera Ruiz & Pav.

## Especies seleccionadas
- Mendoncia alba
- Mendoncia albida
- Mendoncia albiflora
- Mendoncia angustifolia
- Mendoncia antioquiensis
- Mendoncia aspera
- Mendoncia aurea
- Mendoncia bahiensis
- Mendocia lindavii
- Mendoncia mollis
- Mendoncia puberula
- Mendoncia velloziana
- Lista completa de especies